# Sire Topaze
Vous lisez un « bon article » labellisé en 2013.

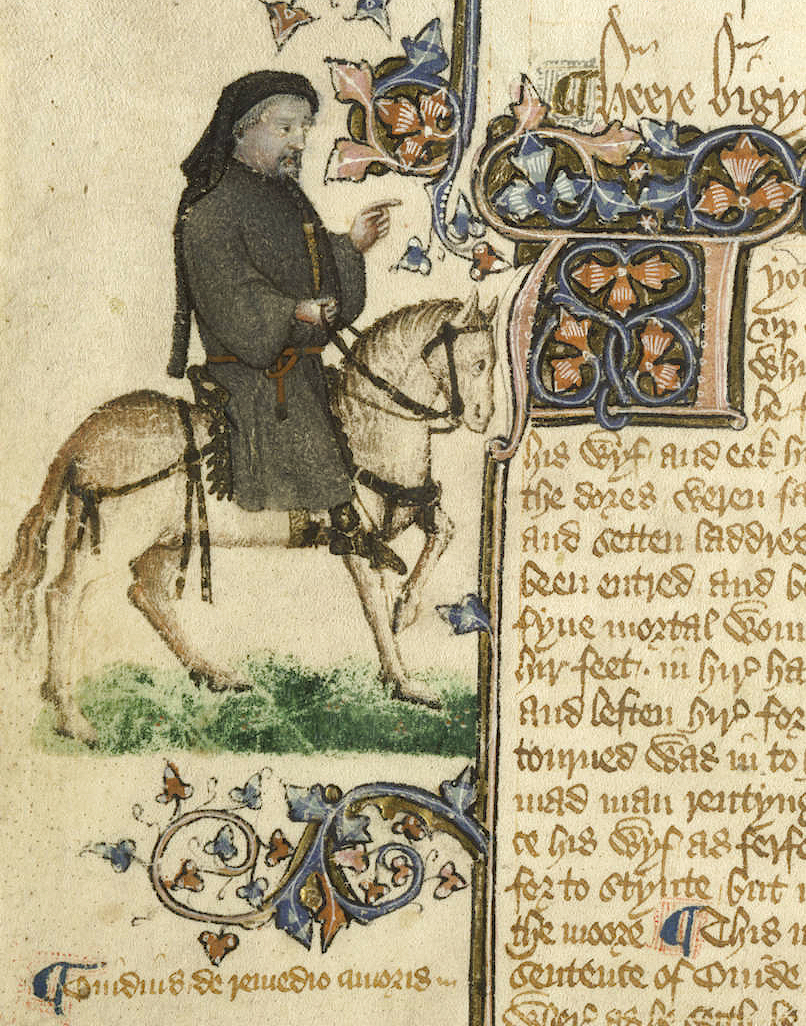
Enluminure de Geoffrey Chaucer dans le manuscrit Ellesmere.

Sire Topaze (Sir Thopas en moyen anglais) est l'un des Contes de Canterbury de Geoffrey Chaucer, rédigés dans le dernier quart du XIVe siècle. C'est le premier des deux contes que Chaucer s'attribue en tant que participant au pèlerinage vers Canterbury qui fait l'objet du récit-cadre des Contes. Ses 207 vers racontent le début d'une aventure du héros éponyme, chevalier 
flamand qui tombe amoureux d'une reine des fées et se retrouve confronté à un géant.
Parodie burlesque des romans courtois anglais de l'époque, Sire Topaze accumule tant de maladresses et de clichés que l'Aubergiste, autre pèlerin, ne peut s'empêcher de l'interrompre pour demander à Chaucer de raconter autre chose. Cependant, les critiques modernes y voient un véritable tour de force stylistique et une preuve du talent de poète de Chaucer : au XVIIIe siècle, Richard Hurd le décrit comme « un Don Quichotte miniature ».

## Résumé
Le Conte de la Prieure, histoire édifiante d'un enfant martyr, a laissé tous les pèlerins sans voix. L'Aubergiste, meneur du groupe, se tourne alors vers Chaucer, resté seul dans son coin, et lui demande de raconter une histoire joyeuse. Chaucer accepte de réciter « une poésie que j'ai apprise jadis » (vers 709), et l'Aubergiste se réjouit d'avance d'entendre « un morceau de choix » (vers 711).
Sire Topaze est un chevalier originaire de Poperinge, en Flandre. Un jour, alors qu'il chevauche à travers bois, le chant de la grive lui inspire de tomber amoureux d'une reine des fées. Le chevalier se lance aussitôt à la recherche d'une telle dame, mais un géant, sire Éléphant, vient lui barrer l'entrée du pays de Féerie sauvage. Le chevalier ne se démonte pas et accepte le duel ; cependant, comme il ne porte pas son armure au moment de la rencontre, il diffère l'affrontement au lendemain. Il évite les tirs de fronde du géant et rentre chez lui. De retour en ville, il organise une grande fête avec ses compagnons avant de s'apprêter.
Le récit ne progresse pas plus loin, car l'Aubergiste interrompt Chaucer au beau milieu d'une strophe, en des termes peu amènes : « j'ai les oreilles écorchées par tes vers » (vers 923), « tes méchants vers sont moins que de la merde » (vers 930). Il lui réclame une meilleure histoire, en vers allitérés ou en prose, qui fasse rire ou réfléchir les pèlerins. Chaucer s'exécute avec le long conte en prose de Mellibée et Dame Prudence.

## Analyse
Sire Topaze est une parodie burlesque des romans courtois de mauvaise qualité qui pouvaient exister à l'époque de Chaucer. À première vue, c'est une œuvre qui correspond parfaitement aux canons du genre : « Sire Topaze contient tout ce qu'un roman de chevalerie est censé contenir, son seul problème est qu'il n'a aucun sens ». Chaucer prend un malin plaisir à exacerber les défauts de ces romans, aussi bien sur le fond que sur la forme, mais sans pour autant nier au genre ses qualités,.

### De mauvais vers…
Le conte utilise le système de versification le plus couramment utilisé par les mauvais romans courtois anglais de la fin du Moyen Âge, les « rimes couées » (tail-rhyme). Cette forme consiste en des sizains en AABAAB ou AABCCB, les vers en B (« vers coués », tail-lines) comptant un pied de moins que les autres. Cinq strophes comprennent également un vers de deux pieds, ou « pendeloque » (bob), suivi de trois vers supplémentaires dans quatre d'entre elles. Considérées comme peu raffinées, les « rimes couées » entrent en décalage avec les rimes royales, une forme particulièrement noble utilisée dans le conte précédent, celui de la Prieure, ainsi que dans le propre prologue de Sire Topaze, seul prologue écrit sous cette forme. Le contraste est d'autant plus fort que Chaucer écrit à dessein de mauvais vers, avec des pendeloques incongrues et superflues et des rimes forcées ou, au contraire, identiques.
Sire Topaze est présenté dans plusieurs manuscrits des Contes (notamment Hengwrt et Ellesmere) d'une façon tout à fait particulière, qui détonne visuellement par rapport aux autres contes : les vers en A figurent dans une colonne à gauche, tandis que ceux en B apparaissent décalés sur la droite, dans une deuxième colonne, et reliés aux deux vers en A qui les précèdent par des accolades. Une accolade relie également les deux vers en B d'une strophe donnée. Les pendeloques sont encore davantage décalées sur la droite, au point que toute la largeur de la page est occupée par endroits. Cette mise en page élaborée vient mettre l'accent sur la vacuité du poème : le lecteur, incité à essayer d'autres sens de lecture (colonne par colonne, voire uniquement la première colonne), remarque facilement que sa compréhension du poème n'est en rien affectée par le déplacement ou la suppression des vers coués et des pendeloques.

Représentation schématique de la mise en page des vers 797-806 en trois colonnes, les « vers coués » formant la deuxième colonne (vers 799, 802 et 806) et la pendeloque, la troisième (vers 803). On remarquera la rime identique goon / goon aux vers 800-805.

Chaucer se sert également de la structure d'ensemble du poème pour arriver à ses fins. Le conte est divisé en trois chants (fits), dans lesquels les premières strophes suivent avec régularité le schéma AABAAB des rimes couées, tandis que les suivantes introduisent des pendeloques et s'écartent du modèle du sizain, donnant une impression d'irrégularité et de confusion. La taille même des fits est significative : le premier comprend dix-huit strophes ; le deuxième, neuf ; et le dernier, quatre et demi, l'interruption de l'Aubergiste ayant lieu au milieu d'une strophe. Ces divisions successives du nombre de strophes par deux s'accompagnent d'un ralentissement de l'action, voire de sa disparition : la quasi-totalité de l'intrigue est concentrée dans le premier fit, le deuxième ne fait guère plus que décrire l'armement de sire Topaze, et le troisième s'interrompt alors que le chevalier a tout juste eu le temps d'enfourcher sa monture. Par ailleurs, la proportion 2/1 est également à la base du diapason en musique et symbolise l'harmonie : Sire Topaze serait ainsi un conte certes profondément désordonné et inachevé, mais obéissant à une structure harmonieuse et régulière, ajoutant un niveau supplémentaire à la plaisanterie chaucérienne.
Le vocabulaire utilisé dans Sire Topaze est très différent de celui employé d'ordinaire par Chaucer : nulle part ailleurs dans son œuvre, on ne retrouve des termes typiques des romans courtois populaires comme listeth « écoutez » au lieu de son habituel herkneth. La division en fits est également inhabituelle : il utilise plus couramment les termes latins pars ou liber pour désigner les subdivisions de ses autres écrits. Chaucer n'hésite pas à torturer l'orthographe pour parvenir à des rimes forcées, orthographiant grace (vers 831) et place (vers 781) avec un -s final pour les faire rimer avec Thopas et gras. Il use et abuse des listes pour gonfler artificiellement la longueur de son poème. Enfin, il se livre sans retenue à l'utilisation de clichés et de formules toutes faites dans ses appels au public et ses descriptions du héros. Ses vers en deviennent si prévisibles qu'il ne fait aucun doute que le « Til on a day— » (« Or un beau jour… ») interrompu par l'Aubergiste se serait poursuivi par un « it so bifel » (« voici que »), parce qu'il s'agit non seulement d'un cliché, mais d'un cliché déjà utilisé au vers 748.

### … pour une mauvaise histoire

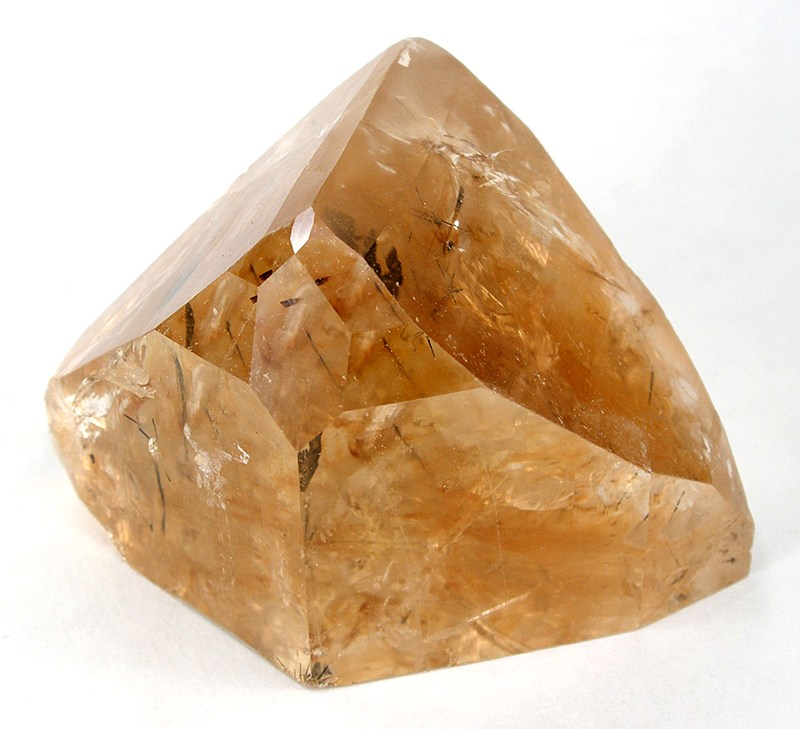
Une topaze.

Sire Topaze illustre l'ampleur des connaissances de Chaucer dans le genre du roman courtois : la quasi-totalité de son contenu peut être relié à d'autres romans, parmi lesquels ceux qui sont cités à la fin même du conte : Horn Child (le chevalier Horn), Beves of Hamtoun (sire Beuve), Libeaus Desconus (Li-Beau) et surtout Guy of Warwick (sire Gui). Trois de ces textes figurent dans le manuscrit Auchinleck, réalisé à Londres dans les années 1330-1340, et il est possible que Chaucer y ait eu accès, ce qui en ferait « l'unique objet nous offrant encore un lien physique direct avec lui ». Parmi ces romans, Guy of Warwick est clairement celui qui a le plus inspiré Sire Topaze dans sa progression d'ensemble, et jusqu'aux commentaires de l'Aubergiste : son expression « not worth a tord » n'est attestée que dans trois textes, dont Guy et Sire Topaze. Le motif de la reine des fées ne figure pas dans Guy, mais un certain nombre de romans en font usage, parmi lesquels Thomas of Erceldoune, Sir Orfeo, Libaeus Desconus ou Sir Launfal. Ce dernier (ainsi que peut-être Libaeus Desconus) est l'œuvre de Thomas Chestre, contemporain de Chaucer : celui-ci n'aurait donc pas eu de mal à se les procurer.
Cependant, si Chaucer puise dans de nombreux romans, la façon dont il présente ses emprunts leur ôte tout le sérieux dont ils pouvaient être empreints à l'origine et les tourne en ridicule :

« Tout est faux. Ce n'est jamais systématique, ni absolu, car il faut une dose de vrai pour que l'absurde fonctionne à plein. Non, tout est subtilement et sciemment faux, et donc hilarant. »

Ainsi, l'idée de donner à son héros un nom de pierre précieuse a pu lui venir du « Child Amoraunt » (émeraude) qui figure dans Amis and Amiloun ; mais le nom de « Topaze » est systématiquement porté par des personnages féminins dans la littérature anglaise médiévale,. La description du personnage ne fait rien pour dissiper la confusion des genres avec son visage fin et ses lèvres couleur de rose (vers 725-726), clichés plus souvent associés à des femmes ou à des enfants qu'à des hommes. Dans la première strophe de sa description, le dernier vers, celui qui doit attirer l'attention du lecteur (vers 729), ne porte pas sur un attribut majeur du personnage, mais sur son « joli nez ». Parmi les passe-temps du chevalier, le tir à l'arc et la lutte n'ont rien de chevaleresque, et rappellent plutôt les héros forestiers à la Robin des Bois. Le cadre du récit ne correspond pas davantage à ce qui est attendu d'un roman courtois : en lieu et place d'une contrée lointaine et magique, nous sommes au cœur de la Flandre, pays davantage réputé pour ses marchands et ses artisans que pour ses chevaliers. Pour cette raison, plusieurs critiques du début du XXe siècle ont vu dans Sire Topaze une satire des prétentions de la bourgeoisie flamande, mais comme la Flandre n'est évoquée qu'une seule fois dans le poème (vers 719), cette interprétation est quelque peu tombée en désuétude.
Le déroulement du récit n'est pas moins absurde que son protagoniste. Sire Topaze part en promenade dans un bois rempli d'« animaux très sauvages », qui s'avèrent n'être que des chevreuils et des lièvres (vers 755-756) ; il tombe amoureux d'une reine des fées imaginaire sans aucune raison évidente, et fuit un combat sous prétexte qu'il n'a pas d'armure. L'intrigue à proprement parler s'arrête là, à la fin du premier fit, et elle ne progressera plus. Le poète préfère se consacrer à la description de la fête, durant laquelle sire Topaze souhaite entendre (vers 849) les faits et gestes « des rois, des papes et cardinaux » (combinaison guère plausible) avant de jurer de tuer le géant (vers 872-873), dans une parodie des serments de chevalerie traditionnels : là où l'on s'attendrait à le voir jurer par les saints ou par Dieu, ou au moins par des objets liés à l'aristocratie, comme les oiseaux nobles (paon, cygne, héron), il préfère jurer par le pain et la bière. Lorsqu'il s'arme, c'est l'occasion d'une nouvelle description étirée à l'envi, qui commence par ses sous-vêtements (vers 859) et où se distingue sa cotte d'armes entièrement blanche (vers 866) : il devrait normalement porter ses armoiries. Cette blancheur renvoie le personnage à sa féminité, de même que le pas de son cheval : au lieu de galoper ou de marcher, il va l'amble,. En revanche, la description ne mentionne ni épée, ni éperons, soit les deux objets qui symbolisent le plus la chevalerie.
Le narrateur sent-il que l'attention de son public lui échappe ? Chacune des trois adresses qui ouvrent les fits est plus agressive que la précédente, et Chaucer n'hésite pas à surenchérir dans le fantastique, par exemple en attribuant subitement trois têtes à son géant au vers 842,. Si l'on ajoute les ruptures syntaxiques et les non sequiturs qui émaillent les dernières strophes, l'interruption de l'Aubergiste devient presque bienvenue. Avec son absence de thèmes et pour ainsi dire d'intrigue, Sire Topaze semble vouloir prouver que l'on peut construire une œuvre littéraire à partir de rien : C. David Benson place le conte dans la tradition de l'humour absurde anglais, comme un lointain ancêtre de Gilbert et Sullivan, de P. G. Wodehouse et des Monty Python.

### Au sein desContes de Canterbury
Dans le cadre des Contes de Canterbury, le burlesque de Sire Topaze vient offrir un contrepoint bienvenu à la solennité du Conte de la Prieure. Bien que Chaucer s'identifie à lui, le pèlerin qui raconte cette histoire n'est pas Chaucer le poète : c'est un individu timide et discret, qui affirme sincèrement que ce conte est le meilleur qu'il connaisse (vers 928). Cette distanciation ajoute à l'ironie du passage. La présence de ce conte ajoute par ailleurs à la vocation éclectique du recueil : en incluant délibérément un exemple de vers de mirliton, Chaucer affirme sa maîtrise de tous les genres poétiques.
Sire Topaze est le cinquième et dernier conte relevant du roman courtois, après ceux du Chevalier, de la Bourgeoise de Bath, de l'Écuyer et du Franklin. Il s'oppose tout particulièrement au conte du Chevalier dans son étroitesse : le Chevalier s'inspirait des classiques de l'Antiquité pour poser des questions profondes, alors que Sire Topaze reste farouchement vernaculaire et simple, à la fois dans sa langue et les thèmes qu'il aborde, ou plutôt refuse d'aborder. Sire Topaze étant le seul personnage humain de son conte, il n'est jamais en proie aux mêmes dilemmes qu'Arcite ou Palamon.
L'autre conte raconté par Chaucer, Mellibée et Dame Prudence, constitue une antithèse presque parfaite de Sire Topaze : c'est un long traité en prose de plus de mille lignes, dont les différents arguments sont développés avec méthode et précision, dans un style éprouvant par son recours constant aux synonymes et aux paraphrases. Là où Sire Topaze n'était que style sans substance, Mellibée présente sa substance en négligeant le style, au point que certains critiques y ont vu une nouvelle plaisanterie de Chaucer, qui se vengerait ainsi de l'interruption de l'Aubergiste.

## Postérité
Sire Topaze est à l'origine d'autres pastiches du roman courtois, par exemple Schir Thomas Norny du makar écossais William Dunbar (vers 1503-1506) ou Nimphidia de Michael Drayton (1627). Edmund Spenser s'en inspire ouvertement pour la quête d'Arthur dans son magnum opus, La Reine des fées (1590-1596),. Le conte de Chaucer a également pu inspirer à William Shakespeare la désastreuse mise en scène de Pyrame et Thisbé par les artisans dans Le Songe d'une nuit d'été : tout comme Chaucer, le barde d'Avon se livre à une mise en abyme de son propre art à travers une parodie de ses pires travers, qu'il attribue à des artistes naïfs. Ce lien est d'autant plus vraisemblable que Shakespeare connaissait également La Légende des femmes vertueuses de Chaucer, où figure une version de la légende de Pyrame et Thisbé.